# Russia Tower
Der Russia Tower (russisch Башня Россия Baschnja Rossija) war ein geplanter Wolkenkratzer in Moskau, der im Rahmen des neuen Geschäftszentrums Moskau City entstehen sollte.

## Geschichte

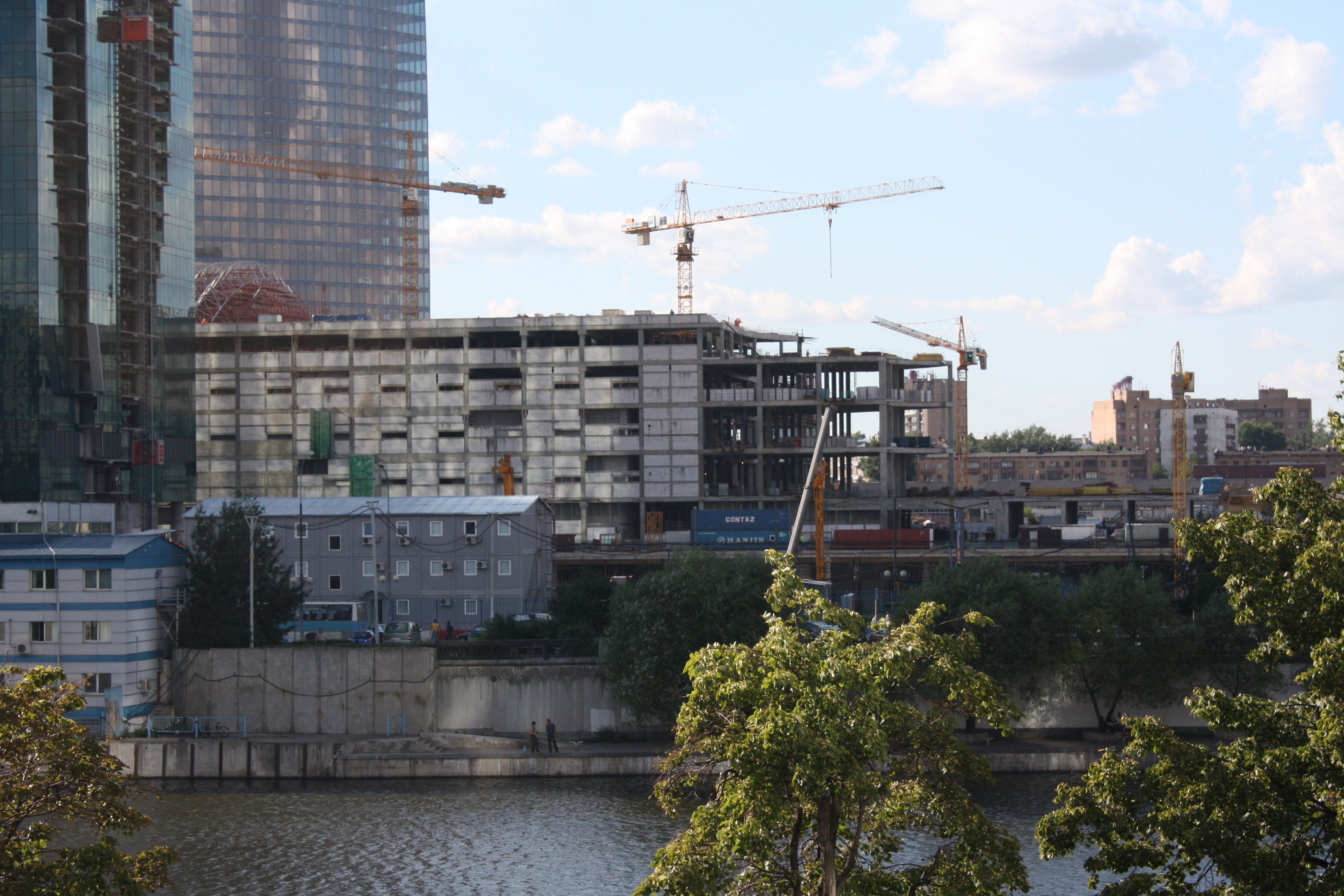
Die Baustelle (Juli 2008)

Die Planungen für das Gebäude reichen bis in die 1990er Jahre zurück. Jedoch wurde erst im März 2006 verkündet, dass es geplant sei das Gebäude im Rahmen des Geschäftszentrums Moskau City zu errichten. Das 118 Stockwerke zählende Gebäude wurde vom britischen Architekten Norman Foster entworfen. Mit einer Höhe von 612 Metern sollte er das zweithöchste Gebäude der Welt werden, nach dem Burj Khalifa in Dubai (2010 fertiggestellt bei 828 Metern). Er hätte auch den Chicago Spire um zwei Meter übertroffen. Im unteren Bereich des Wolkenkratzers, der in seiner Form einer Speerspitze gleicht, waren Büros geplant, in der Mitte ein Hotel, weiter oben sollten luxuriöse Apartments entstehen; im Gebäude waren 101 Fahrstühle vorgesehen. Das Investitionsvolumen wurde auf 1,5 Milliarden US-Dollar geschätzt, die Fertigstellung war für 2012 geplant.
Der Spatenstich fand am 18. September 2007 statt. Im Herbst 2008 mussten jedoch die inzwischen begonnenen Fundamentarbeiten und die Baugrundaufbereitung aufgrund finanzieller Probleme eingestellt werden.

## Baustopp
Am 21. November 2008 mussten die Bauarbeiten aufgrund der durch die internationale Wirtschaftskrise bedingten finanziellen Schwierigkeiten unterbrochen werden. Zwischenzeitlich existierten verschiedenen Alternativpläne für das Gebäude. Im Frühjahr 2009 wurde das Bauprojekt dann aufgrund anhaltender Finanzprobleme komplett abgesagt. Der Russia Tower ist damit ein Beispiel von Bauprojekten, die der Finanzkrise ab 2007 zum Opfer gefallen sind. Im Januar 2012 wurde berichtet die Moskauer Verwaltung habe beschlossen, den Bau fortzusetzen und bis 2016 zu beenden, wobei jedoch die Höhe des Turms auf 360 Meter verkleinert werden soll.
Im Jahr 2014 erfolgte ein Verkauf der Hälfte des Grundstücks an den Baukonzern Renaissance Construction. Dessen Eigner, die Rönesans Holding, errichtete auf dem Grundstück die Neva Towers, deren Bau im Jahr 2020 abgeschlossen wurde.